# おまたせ!雀バラや♪
『おまたせ!雀バラや♪』（ - じゃんバラや）はおれんじぺこから2005年6月3日に脱衣麻雀ゲームとして発売されたアダルトゲームである。

## 概要
このゲームは麻雀ゲームとされているが、麻雀ゲームとして根本的な部分が抜けているため、麻雀ゲームとして遊ぶことは不可能となっている。
このゲームの主題歌とエンディングテーマはMOSAIC.WAVが担当しており、発売前から電波ソング愛好家から注目されていたこと、そして初回特典のマキシシングル目的に歌買いした者が少なからず現れたことがこのゲームが注目される一因ともなり、結果的にこのゲームの状態がより多くの人に知られることとなった。
同時期発売の麻雀ゲーム、MOSAIC.WAVが主題歌を作成、麻雀ゲームとしての不備といった共通点を持つ『いただきじゃんがりあんR』とセットで話題になることも多い。しかしこちらはゲーム続行に問題があるという点において「宇宙麻雀を越える最強のトンデモ麻雀ゲーム」であり、そもそも麻雀ゲームですらないとも言える。

## システム
基本的には単純な二人打ちの脱衣麻雀である。ヒロインは3人で、一人につき4回脱ぐ。
CGモードや回想モードは存在しているが、パッチを入れないと機能しない。また、セーブ機能も無い。
最大のポイントは、このゲームには実質的に役が存在しないという点である。好きなときに「和了」を選択することであがることができ、点数計算では「フリテン」とだけ表示される。どのような役を揃えていてもこれ以外の項目が表示されることはない。また、このとき-3100点と表示されるが、実際には-3000点として処理され、持ち点がマイナスとなった時点で主人公勝利となり、ヒロインが脱いでシナリオが先に進む。
この現象を役判定ルーチンの不具合と考え、さまざまなパターンを検証したプレイヤーもいたが、結局上記の結果以外になることはなかった。また、このソフトの実行ファイルをバイナリエディタで見たところ、「フリテン」の文字列は存在するのにそれ以外の役名が見つからない、という検証結果もある。役判定ルーチンの不備ではなく、役に関する処理全体が実装されていない可能性が非常に高い。
なお、あがったときに表示される手牌があがる前の手牌と全く異なることがあるという問題もあるが、これは有志の検証により「ロンをすると自分と対戦相手の手牌が入れ替わる」という現象が起きているためだと判明している。

## パッチ
このゲームに対して出されたパッチの主な内容は以下の三つ。
1. 製品版データで欠落していたボイスデータ1キャラ分全て。
2. 麻雀パートでフリテンか流局を3回やるとストーリーが先に進むようにするパッチ。
3. 製品版には実装されていなかったこのソフトのアンインストーラー。

いずれを用いても麻雀ゲームとして遊べるようにはならない。したがって、ブランド自体が消滅した今となっては、普通に遊べるようになる可能性は低い。

## 主題歌
- オープニングテーマ
「ようこそ!ヒミツの雀バラや!?」
- エンディングテーマ
「どっきん☆満漢全席」

共にMOSAIC.WAV製作。作詞・作曲/柏森進、歌/み〜こ